# Gunnar Henriksson

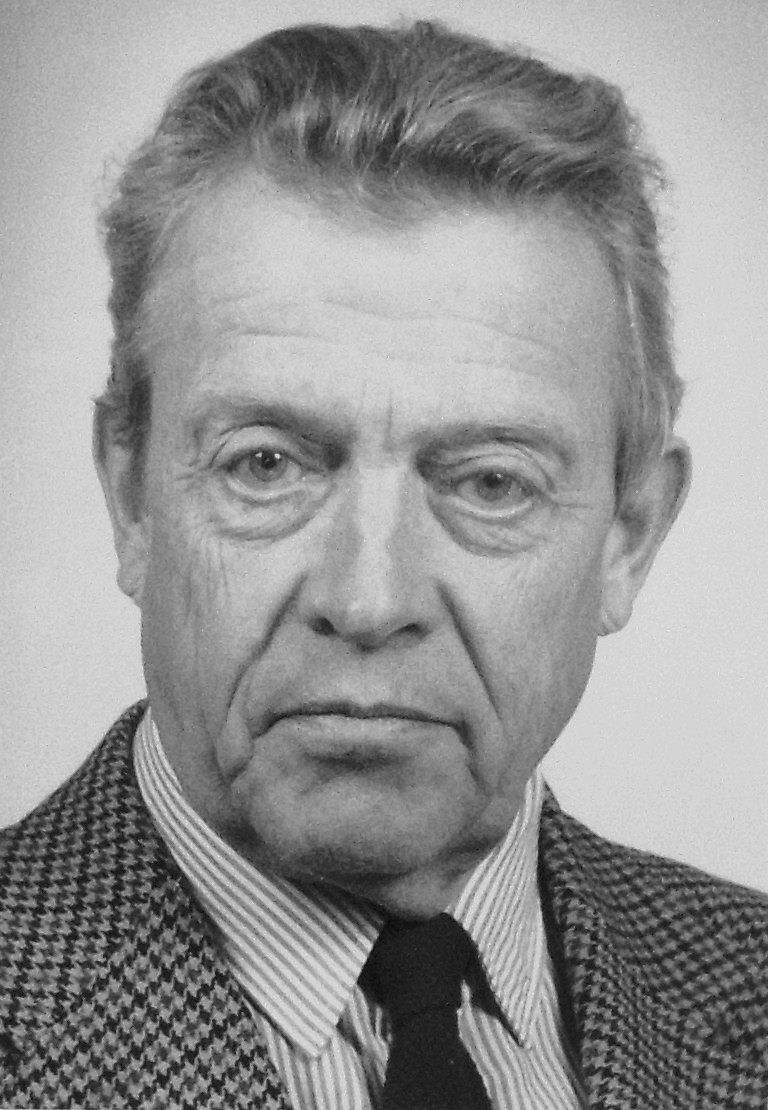
Gunnar Henriksson

Gunnar Axel Henriksson,  född  2 november 1919 i Västanfors församling, död 12 september 2006 i Vällingby, var en svensk arkitekt. Han var stadsarkitekt i Stockholm 1973 till 1984.

## Biografi
Gunnar Henriksson utbildade sig till arkitekt 1945–1949 på Kungliga Tekniska högskolan i Stockholm. Därefter var han mellan 1949 och 1957 anställd på Kooperativa förbundets arkitektkontor. Han var dess chef 1970–1973. Åren 1960–1972 var han chef för Kungliga tekniska högskolans byggnadskommittés arkitektkontor..
Gunnar Henriksson blev mest omtalad som brutalist. Hans Arkitekturskolans byggnad, uppförd 1967–1969 på Östermalm, har utsatts för hård kritik och valdes 2008 med till Stockholms fulaste hus och korades 2020 till Sveriges fulaste byggnad i en omröstning arrangerad av Arkitekturupproret. Dåvarande stadsbyggnadsborgarrådet Mikael Söderlund ville 2007 se byggnaden riven. Henriksson var även professor vid arkitektursektionen på Kungliga tekniska högskolan och författare till fackböcker som Småhusens vapendragare och Skiftesverk i Sverige: ett Tusenårigt Byggnadssätt.

## Stadsarkitekt
År 1973 blev Henriksson utnämnd till stadsarkitekt i Stockholm och innehade tjänsten till sin pensionering 1984. Under sin tid på stadsbyggnadskontoret övergick Stockholms mycket expansiva nybyggnadsfas till en lugnare utveckling, där "varsam ombyggnad" och småskaliga stadsplaner prioriterades. 
Gunnar Henriksson är begravd på Spånga kyrkogård.

## Verk i urval[8]
- Hyres- och radhus, Ljungbyhed, Skåne 1954–1958
- Fritidshus, Glanshammar, Närke 1955
- Hyreshus, Skövde 1957–1958
- San Remo bageri, Västberga, Stockholm 1956–1958
- Utställning Utan Gränser, Stockholm 1957
- Nybyggnader vid Kungliga Tekniska högskolan (KTH) för bland annat teknisk fysik 1961–1962 och plasmafysik 1962–1964 samt för arkitektur 1967–1969
- Generalplan Örebro Folkpark 1953–1954
- Generalplan KTH:s utbyggnad 1960–1970

## Bilder

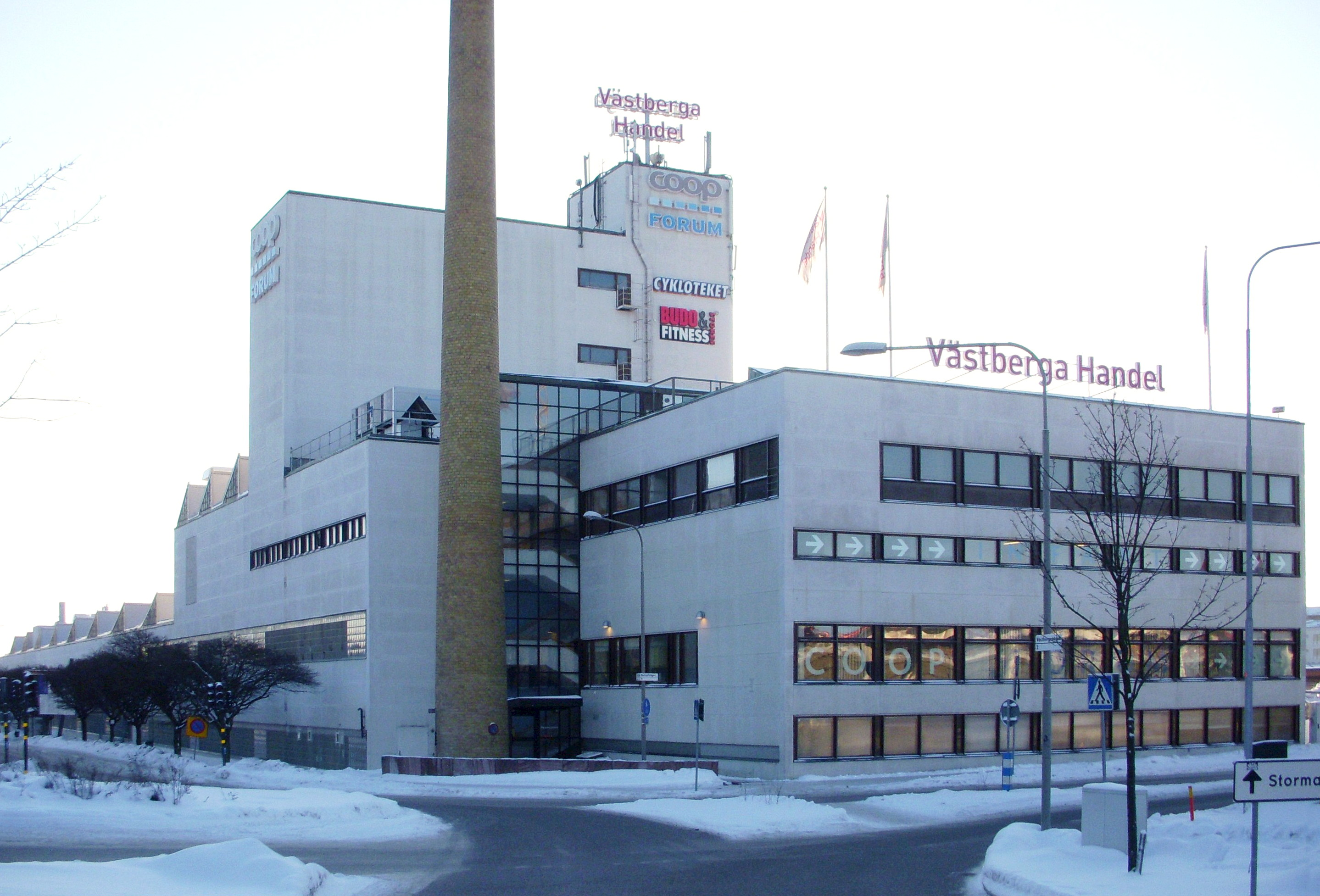
San Remo bageri i Västberga, Stockholm
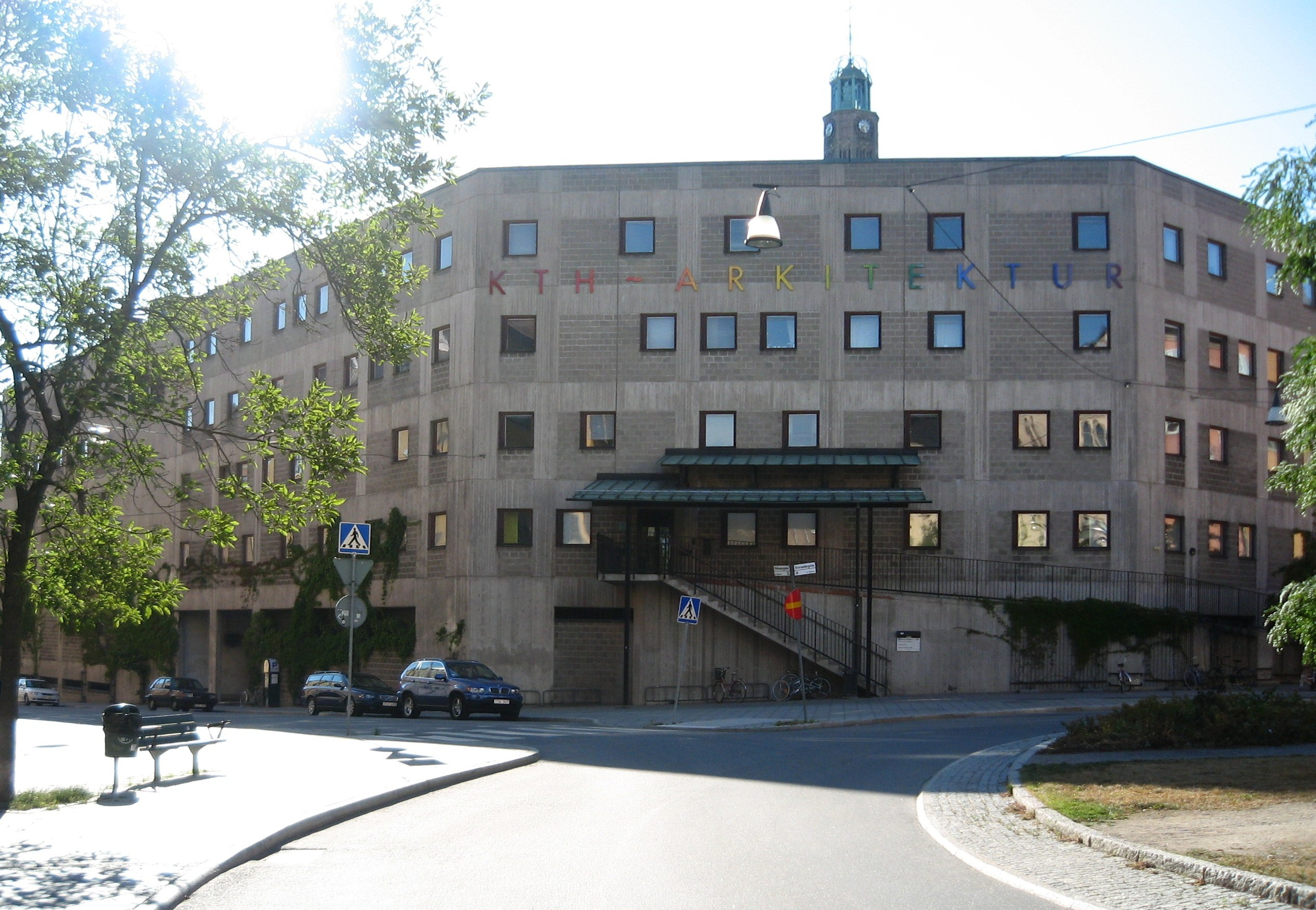
Arkitekturskolans byggnad, Östermalmsgatan i Stockholm
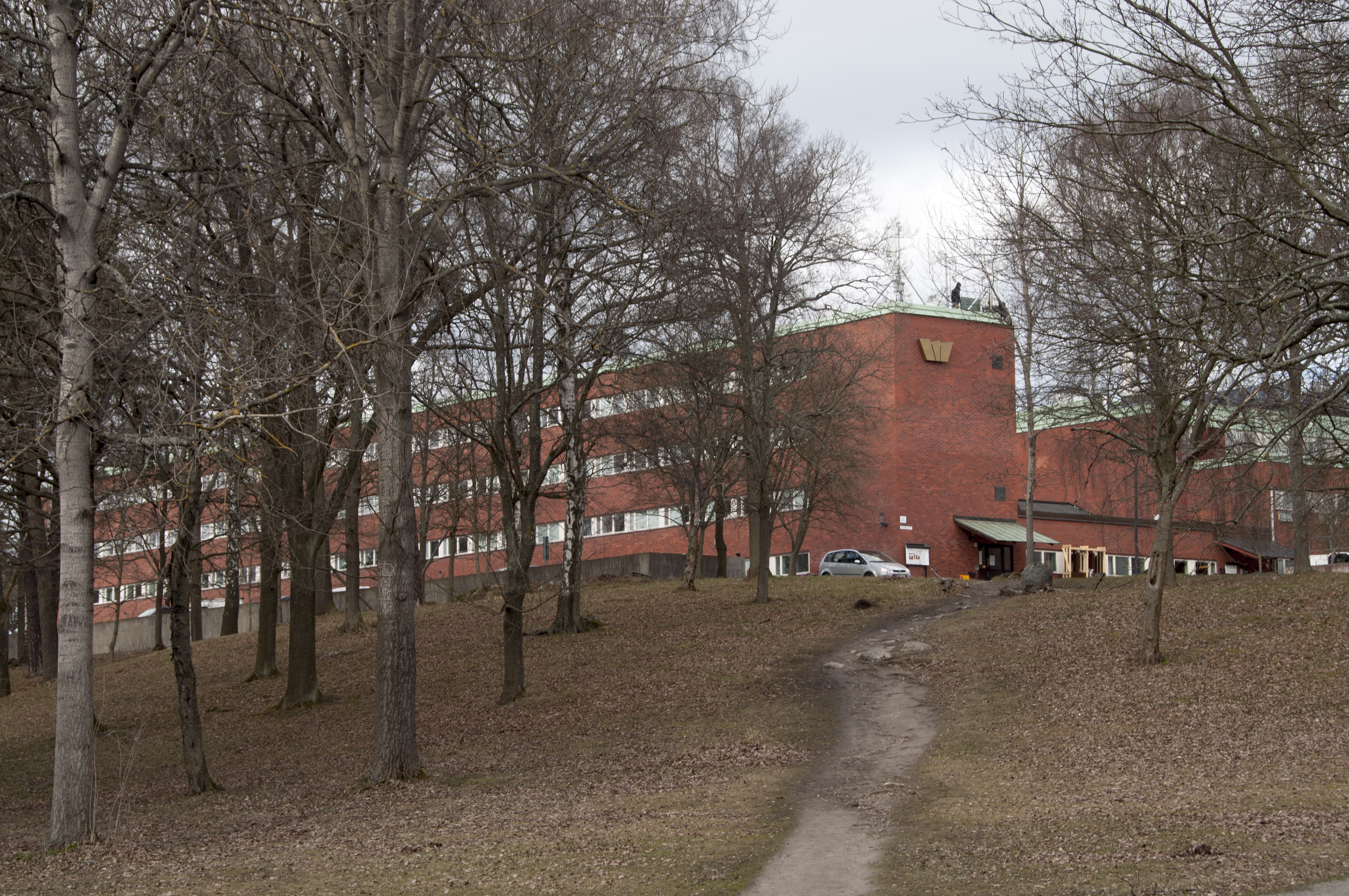
Byggnaden för Maskinteknik på KTH